# Pio XII (ort)
Pio XII är en ort i Brasilien.   Den ligger i kommunen Pio XII och delstaten Maranhão, i den nordöstra delen av landet, 1 400 km norr om huvudstaden Brasília. Pio XII ligger 13 meter över havet och antalet invånare är 14 773.
Terrängen runt Pio XII är mycket platt. Det finns inga andra samhällen i närheten.
Omgivningarna runt Pio XII är huvudsakligen savann. Runt Pio XII är det ganska glesbefolkat, med 40 invånare per kvadratkilometer.